# Кульбаки (Курська область)
Кульбаки — село в Глушковському районі Курської області, адміністративний центр Кульбакинської сільради.

## Географія
Село розташоване на лівому березі річки Синяк за 14 км на південний схід від районного центру Глушкове, за 110 км на південний захід від Курська в РФ і за 36 км на північ від українського міста Суми. Село простяглося на північ до річки Мужици. Зі сходу до села примикає село Новоіванівка. Є великий штучний став у селі .
Найближча залізнична станція Глушково (на лінії Льгов — Конотоп) знаходиться за 5 км на північний захід від села. Є тупиковий під'їзний автошлях від села Глушково (через станцію) .
Клімат

Кульбаки, як і весь район, розташовані в поясі помірно-континентального клімату з теплим літом і відносно теплою зимою (Dfb в класифікації Кеппена).
| Клімат села Кульбаки                                                            | Клімат села Кульбаки | Клімат села Кульбаки | Клімат села Кульбаки | Клімат села Кульбаки | Клімат села Кульбаки | Клімат села Кульбаки | Клімат села Кульбаки | Клімат села Кульбаки | Клімат села Кульбаки | Клімат села Кульбаки | Клімат села Кульбаки | Клімат села Кульбаки | Клімат села Кульбаки |
| Показник                                                                        | Січ.                 | Лют.                 | Бер.                 | Квіт.                | Трав.                | Черв.                | Лип.                 | Серп.                | Вер.                 | Жовт.                | Лист.                | Груд.                | Рік                  |
| Середній максимум, °C                                                           | −3,4                 | −2,2                 | 3,8                  | 13,5                 | 19,3                 | 23                   | 25,3                 | 24,8                 | 18,5                 | 11                   | 4                    | −0,6                 | 11,5                 |
| Середня температура, °C                                                         | −5,5                 | −4,9                 | −0,0                 | 8,6                  | 15,0                 | 18,6                 | 21                   | 20,2                 | 14,3                 | 7,6                  | 1,8                  | −2,6                 | 7,8                  |
| Середній мінімум, °C                                                            | −8                   | −8,1                 | −4,1                 | 3,1                  | 9,3                  | 13,2                 | 15,9                 | 15                   | 10                   | 4,2                  | −0,5                 | −4,8                 | 3,8                  |
| Норма опадів, мм                                                                | 50                   | 43                   | 48                   | 48                   | 62                   | 69                   | 77                   | 50                   | 54                   | 56                   | 47                   | 48                   | 652                  |
| ------------------------------------------------------------------------------- | -------------------- | -------------------- | -------------------- | -------------------- | -------------------- | -------------------- | -------------------- | -------------------- | -------------------- | -------------------- | -------------------- | -------------------- | -------------------- |
| Джерело: Погода за місяцем з ru.climate-data.org(дата звернення: вересень 2021) |                      |                      |                      |                      |                      |                      |                      |                      |                      |                      |                      |                      |                      |

Часовий пояс
Село Кульбаки, як і вся Курська область, знаходиться у часовій зоні МСК (московський час). Зміщення застосованого часу щодо UTC складає +3 години.

## Населення
| Чисельність населення | Чисельність населення |
| 2002                  | 2010                  |
| --------------------- | --------------------- |
| 878                   | ↘766                  |

## Історія
Село Кульбаки засноване у 1680-х роках. Спочатку входило до складу Білопільського повіту Харківської губернії Слобідської України. У результаті розформування Бєлгородської губернії, у період із 1775 по 1779 роки, утворилося Курське намісництво (перетворено на Курську губернію 1797 року), до складу якого 1779 року увійшов Путивльський повіт . Село було перепідпорядковане і увійшло до складу Путивльського повіту . У 1802 році село було приєднано до Рильського повіту Курської губернії і до 1918 року входило до його складу.
Існує легенда, що через цю місцевість проїхала людина на коні, а через деякий час вона повернувся і почала запитувати людей: "Не бачили ви «Кульбачі»? Люди не знали, що це таке, але коли він пояснив, що це вуздечка від упряжки, люди швидко знайшли її та віддали цій людині. Є й інша версія легенди, що проїжджав український козак і втратив у цій місцевості кульбаки (стародавня назва задніх сідельних переметних сум, польською кульбака означає сідло).
У лютому 1705 року було розпочато будівництво церкви, про що написано в Приходній книзі цих грошей Патріаршого казенного наказу: «Церква називалася Введення до храму Пресвятої Богородиці». Ось витяги з цієї книги: «А за їхньою сказкою, чолобитників (села Кульбак черкес отамана Матвія Мерленка з товаришами) у тієї церкви буде двір попів, двір дяків, та в приході 10 дворів черкаських… Дані покладено 12 алтин 3 гроші…»
У 1722 році було проведено перепис населення. Ми дізнаємось із цього документа, що селом Кульбаки володів І. Матвійович Дубровський, і що Глушковська фабрика належала теж йому.
Саме тоді назвали село Кульбаками. За кілька десятків років Кульбаки увійшли до Рильського повіту, утворилася Кульбакинська волость, до якої входили: Кульбаки, Мужиця 1-ша та 2-га, Сергіївка, Ново-Іванівка, Троїцьке та ін.
На території хутора Мужиця почав працювати шинок, а в Кульбаках трактир.
До 1897 року у селі було близько 5 % грамотних людей.
Під час Української революції на початку квітня 1918 року війська Центральної Ради Української Народної Республіки разом з німецькими військовими приєднали територію Курської області. Численні загони Червоної Армії не змогли протистояти їм. У районі с. Коренево сформувався загін партизанів із 3000 осіб, серед них були жителі села Кульбаки. Серед них відзначилися Ступін Сергій Павлович та Спичак Іван Пилипович. Старожили села Стецівка пам'ятають селянина з Рильської волості, який з повним возом горщиків їхав із Сум до партизан. За них він заламував таку ціну, що ніхто не думав у нього їх купити. Йому й треба було, щоби ніхто не купував їх, адже під ними знаходилися боєприпаси для партизанів. Люди згадували, що у листопаді 1918 року Спичака шукали скрізь, а тут він сам приїхав у село відвідати родичів, товаришів… Потім зник на кілька днів і почав пробиватися до партизанів. Під час погоні він хотів пробратися на Ново-Іванівку, але був убитий на березі річка. Він почав знімати чоботи і тут його підстерегла куля…
Наприкінці листопада 1918 року розпочалася друга російсько-українська війна, територію окупувала російські червоногвардійці, а наприкінці грудня губернія була повністю була зайнята ворогом та опинилася у складі Російської РФСР. У 1929 році в Кульбаках утворився перший колгосп, згодом ще 6 колгоспів — Нове землеробство, Третій Інтернаціонал, Новий побут, Червоний Путиловець, Друга П'ятирічка, Червоний Жовтень. У 1937 році в Кульбаках було збудовано першу в районі типову будівлю середньої школи.

У 1950 році жителі села на зборах вирішили утворити один великий колгосп — імені Леніна. Поліпшилося становище кожного колгоспника. За 1961—1979 роки на території колгоспу було збудовано середню школу на 640 місць, 3 клуби, 2 бібліотеки, бетонний тік, магазини. У 1997 році колгосп перейменували на ДЗГ «Кульбаки». Після реорганізації виникло ТОВ «Авангард».

## Інфраструктура
Особисте підсобне господарство. У селі 354 будинки .